# Serranus hepatus
Serranus hepatus är en fiskart som först beskrevs av Carl von Linné 1758.  Serranus hepatus ingår i släktet Serranus och familjen havsabborrfiskar. Inga underarter finns listade i Catalogue of Life.